# Драговићи (Вареш)
Драговићи су насељено мјесто у општини Вареш, Босна и Херцеговина.

## Становништво
|             | 2013.        | 1991.         |
| Укупно      | 125 (100,0%) | 196 (100,0%)  |
| Бошњаци     | 125 (100,0%) | 191 (97,45%)1 |
| Југословени | –            | 4 (2,041%)    |
| Остали      | –            | 1 (0,510%)    |
| Срби        | –            | 0 (0,000%)    |
| Хрвати      | –            | 0 (0,000%)    |

1. 1 На пописима од 1971. до 1991. Бошњаци су пописивани углавном као Муслимани.